# Manikaran (cràter)
Manikaran és un cràter sobre la superfície de (951) Gaspra, situat amb el sistema de coordenades planetocèntriques a 62 ° de latitud nord i 155 ° de longitud est. Fa un diàmetre de 0.4 km. El nom va ser fet oficial per la UAI l'any 1994 i fa referència a Manikaran, una ciutat a l'Índia amb balneari.